# Maschikuli

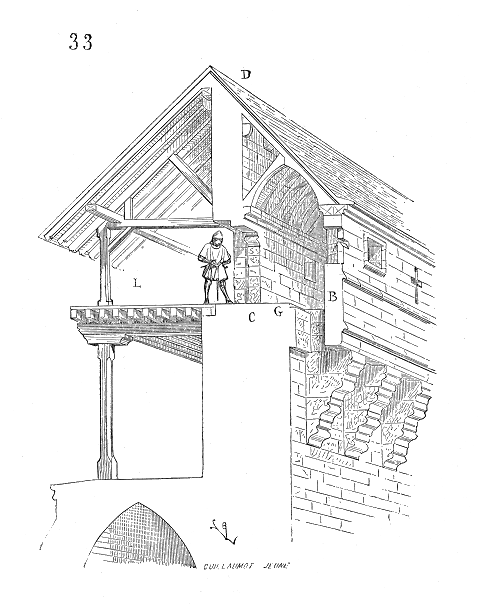
Vorkragender Wehrgang mit Maschikulis (Öffnung zwischen G und B)

Der Maschikuli (Mehrzahl: Maschikulis, ostfränkisch auch Maschikeles; von frz. mâchicoulis, dieses um 1402 abgeleitet vom mittelfranzösischen macher „zermalmen“, „zerdrücken“ und coulis „Flüssigkeit“ oder col „Hals“), zu Deutsch auch Wurflochreihe genannt, ist eine an der Außenmauer von spätrömischen und mittelalterlichen Wehrbauten wie Burgen, Festungen oder Stadtbefestigungen zwischen zwei Konsolen (Kragsteinen) ausgesparte Wurf- oder Gussöffnung. Er tritt in Reihen angeordnet an einem vorkragenden Wehrgang oder an der Unterseite eines Wehrerkers auf. Von der Seite des Verteidigers aus sind die Maschikulis in Form von aneinandergereihten vertikalen Bodenschächten vor dem Fuß der nach außen gekragten Wand zugänglich.

## Ursprung

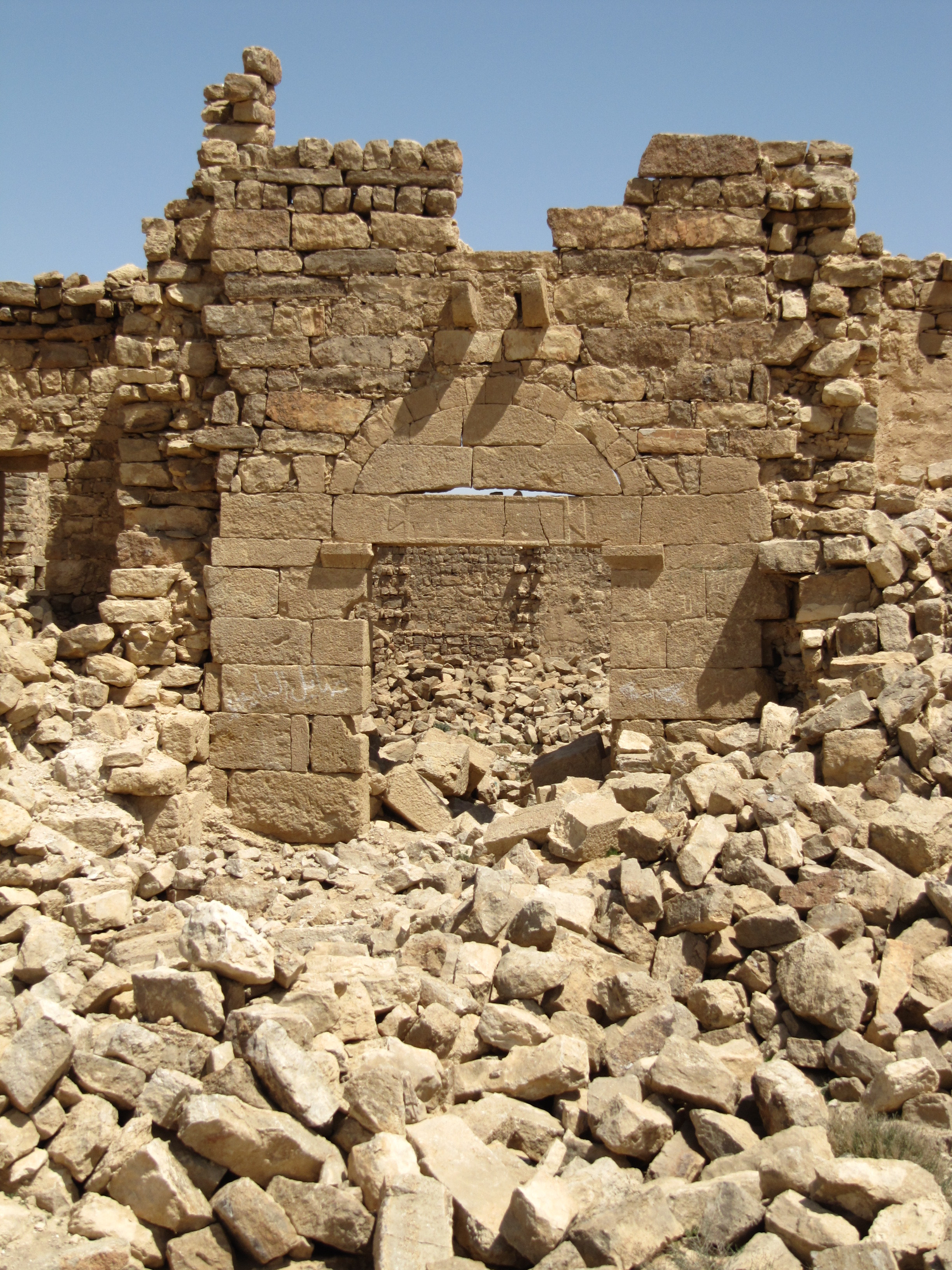
Reste eines Maschikuli über dem Haupteingang des spätrömischen Kastells Qasr Bshir am jordanischen Wüstenlimes.

Ein in der Wissenschaft mehrfach diskutiertes Detail war ein im Orient an mehreren spätrömischen Militärbauten über den Eingängen angebrachter Wehrerker mit einem Maschikuli. In der Vergangenheit wurde vielfach angenommen, dass diese Form des Wehrerkers eine Erfindung des Frühmittelalters gewesen sei und diese Anbauten daher eine Zutat früher Muslime nach der islamischen Eroberung der Levante gewesen sind. Diese nutzen etliche verlassene römische Garnisonen für ihre Zwecke um. Der spanische Architekt und Archäologe Ignacio Arce konnte jedoch bis 2010 durch vergleichende Bauforschung an verschiedenen Kastellen den Nachweis für eine tetrarchische Konstruktion dieser Abwehrvorrichtung erbringen. Die Wehrerker der untersuchten Anlagen waren genuin spätrömisch und sind daher als eine Erfindung des 4. Jahrhunderts anzusehen. Unklar ist jedoch noch der Ursprung dieser Bauzutat.

## Funktion

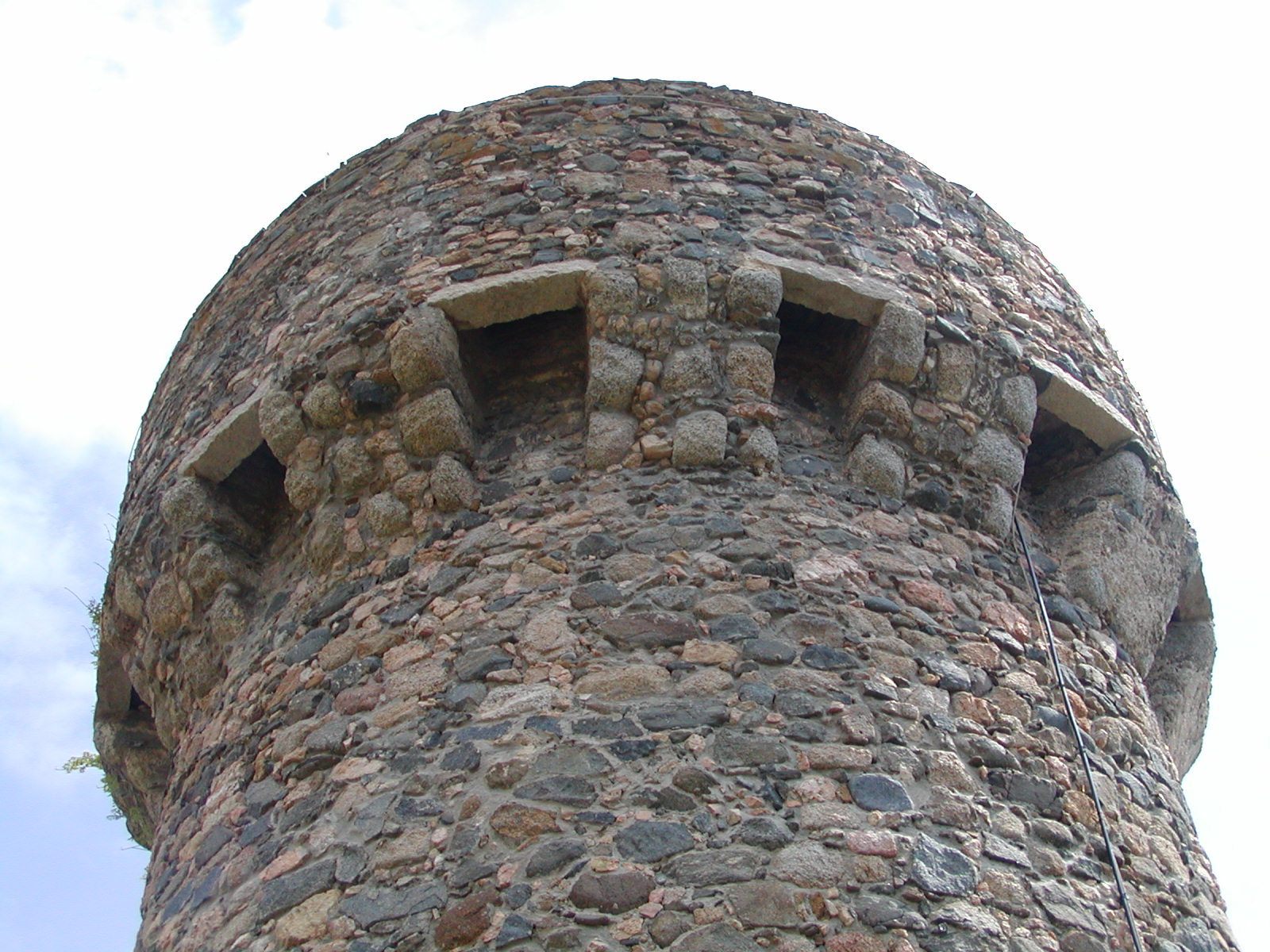
Torra di l'Isuledda, Korsika

Maschikulis dienten der Senkrechtverteidigung gegen Angreifer am Mauerfuß. Im Unterschied zu außen bündigen Wehrmauern oder -türmen, bei denen sich die Verteidiger über die Brüstung eines Zinnenfensters beugten und in diesem Augenblick ungedeckt waren, boten Wehrgänge mit Maschikulis nach vorne hin vollständigen Schutz gegen feindlichen Beschuss.
Durch die Maschikulis konnten Wurfsteine verschiedenster Größe auf die Angreifer hinuntergeschleudert werden. Auch die Verwendung siedender Flüssigkeiten wie Wasser oder Öl wird in manchen Quellen erwähnt. Letzteres wird in der heutigen Forschung jedoch eher als Ausnahme angesehen: Bei Höhenburgen war das aus Zisternen oder Brunnen bezogene Trinkwasser gerade im Belagerungsfall überlebensnotwendig und kam deshalb wohl kaum als Kampfmittel in Frage (bei Wasserburgen sah die Situation vielleicht anders aus). Öl oder Pech war kostspielig beziehungsweise sehr aufwendig herzustellen, weshalb bezweifelt wird, dass es kübelweise auf die Angreifer hinuntergeschüttet wurde. Weitaus effektiver und archäologisch auch besser belegt ist hingegen die mittelalterliche Verwendung von Pech zur Herstellung von Brandpfeilen.
In mittelalterlichen Wehrbauten wurden oft einzelne Maschikulis als Latrinenerker (Toiletten) eingerichtet. Der Erker erhielt dann innenseitig ein Sitzbrett, meist mit ovalem Ausschnitt, das raumseitig auf einer Brüstungsmauer auflag. Wenn mehrere Etagen in derselben Wand damit bestückt werden mussten, hat man sie untereinander versetzt angeordnet. Während einer Verteidigung des Wehrbauwerks konnte man die Latrinenerker leicht in wehrtechnische Einrichtungen umfunktionieren.

## Gestaltung

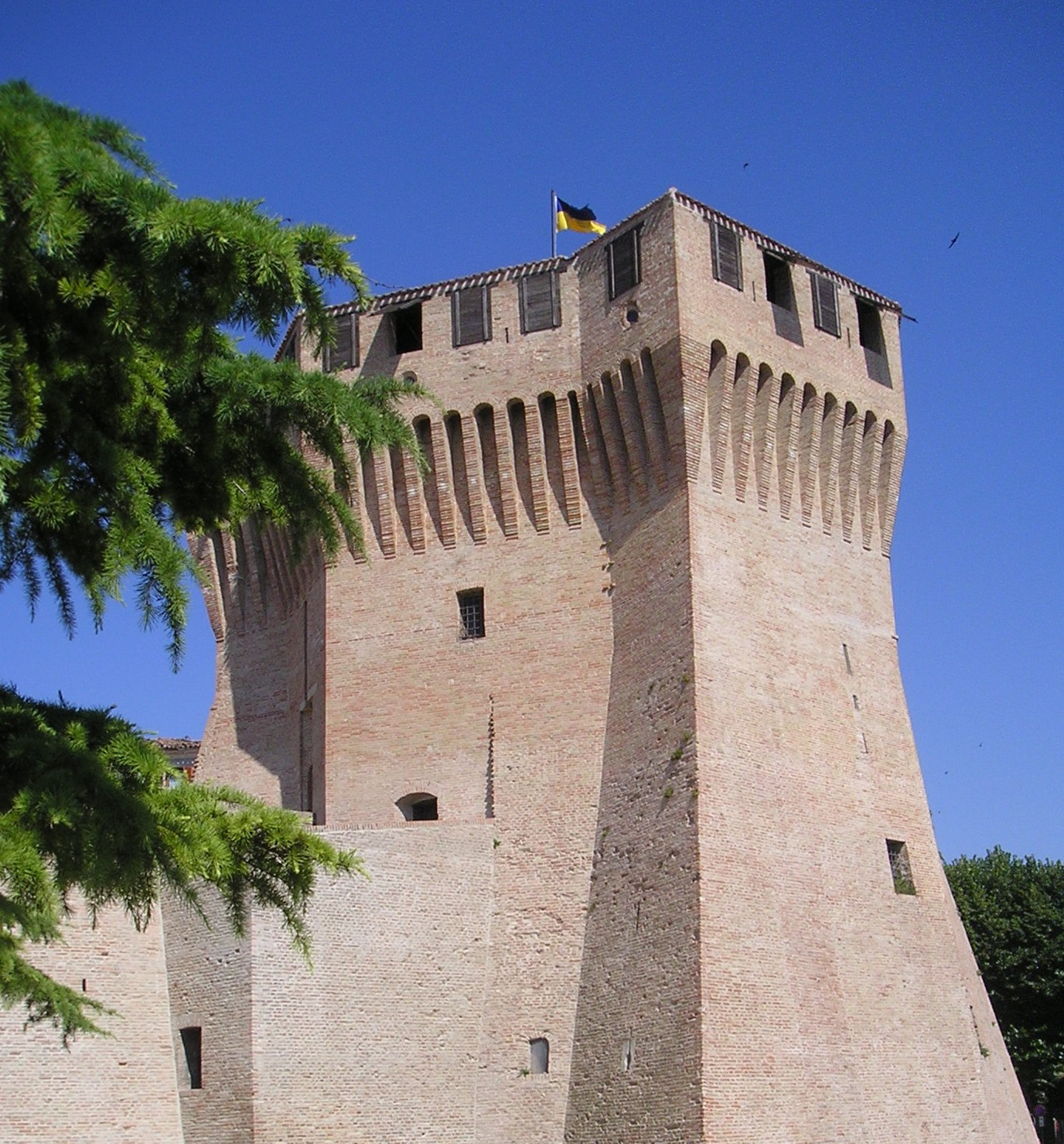
Maschikulis an der Burg von Mondavio (Italien)

Ähnlich wie die Zinnen waren auch die Maschikulis als wehrhaftes Bauelement ein besonderer Bestandteil herrschaftlicher Architektur. Es gab unterschiedliche Bauweisen und Verzierungen von Maschikulis. Häufig sind mehrere, jeweils ein Stück weiter hervorstehende Kragsteine übereinandergeschichtet, die freistehenden Unterkanten wurden gerne abgerundet. In Italien waren langgestreckte Konsolen mit steilem Winkel in Mode. Die Lücken zwischen den Konsolen konnten von einem geraden Steinbalken überbrückt werden oder von einem kleinen, gemauerten Bogen. Auch bei der Bogenform wurde die ganze Formenvielfalt der mittelalterlichen Architektur zur Anwendung gebracht.
Nachdem die Burgen durch die Erfindung der Kanone ihre Wehrfunktion verloren hatten, erhielten sich aneinandergereihte Maschikulis in der frühen Neuzeit als rein dekorative Elemente an Schlössern und herrschaftlichen Wohnhäusern. Sie ähneln dabei oft einem Bogenfries. Als Zierrat sind sie an vielen dem Historismus zuzuordnenden neugotischen Bauten des 19. Jahrhunderts bis hin zu Industriebauten zu finden.

## Verwandte Begriffe

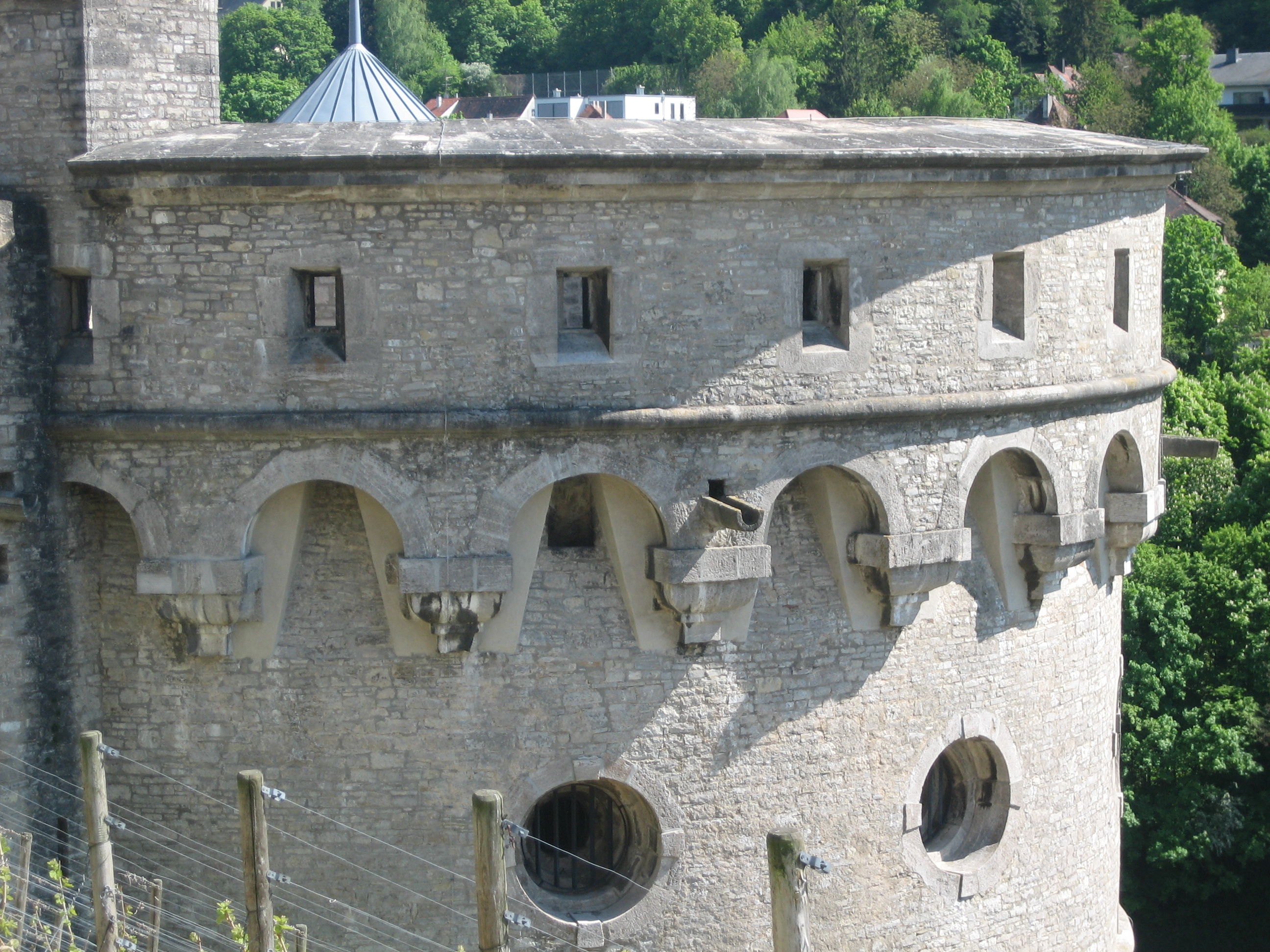
Maschikuliturm der Festung Marienberg, Würzburg

Eine ähnliche Funktion erfüllen auch die mit dem Maschikuli verwandten, aber nicht identischen Hurden, Senkscharten, Pechnasen und Mordlöcher.
Senkscharten sind diagonal durch die Wand verlaufende Schießscharten, die ebenfalls der Senkrechtverteidigung dienen. Das hierdurch kontrollierbare Schussfeld reicht allerdings nicht ganz bis an den Mauerfuß, sondern liegt im Vorfeld der Mauer. Senkscharten können äußerlich in ähnlicher Form gestaltet sein wie Maschikulis und es gibt Übergangsformen zwischen beiden.
Die Pechnase befindet sich im Gegensatz zum Maschikuli nicht im Boden eines gekragten Vorbaus, sondern führt diagonal durch die Wand und tritt selten in Reihen auf. Sie ist eine Sonderform des Wehrerkers. In der älteren Literatur werden Maschikulis manchmal mit der missverständlichen Bezeichnung „Pechnasenkranz“ beschrieben.
Das Mordloch ist eine vertikale Wurf- oder Gussöffnung, die sich in einem Torgewölbe befindet.

Galerie
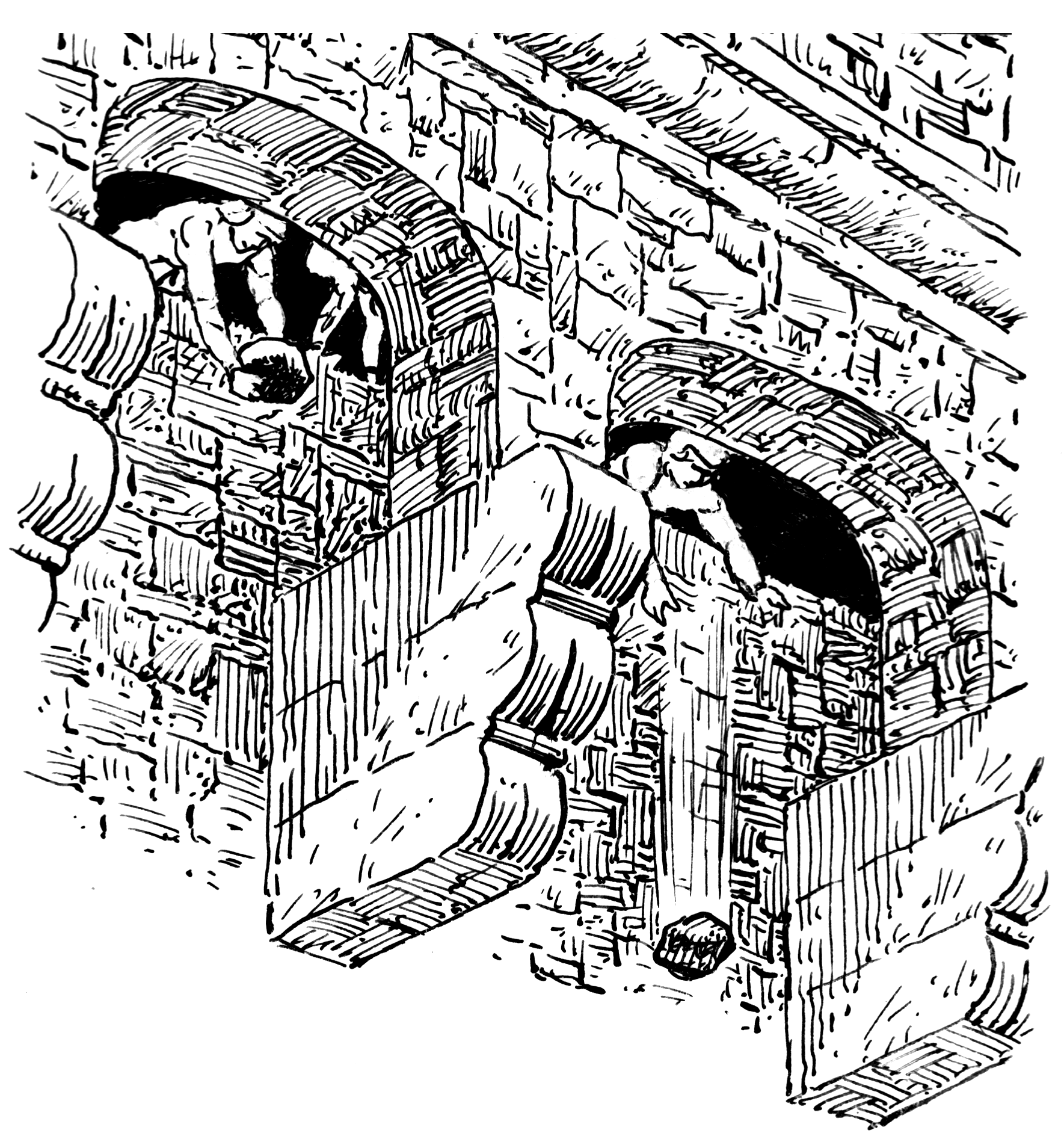
Verteidiger werfen Steine aus den Maschikulis
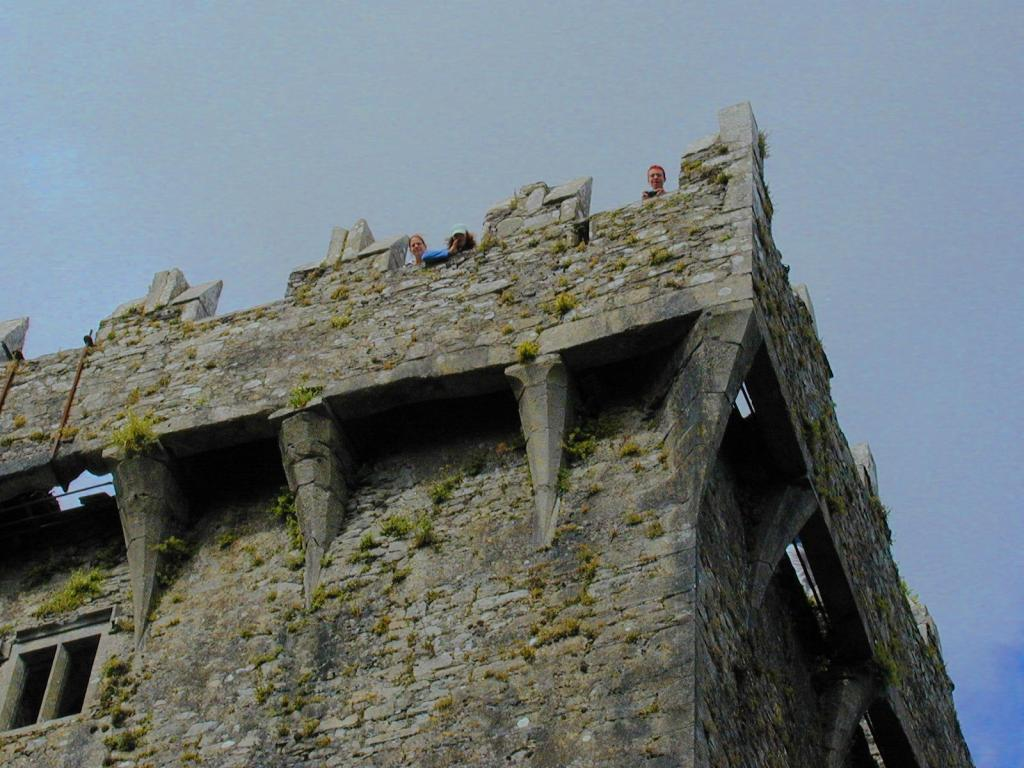
Maschikulis am Wehrgang von Blarney Castle (Irland)
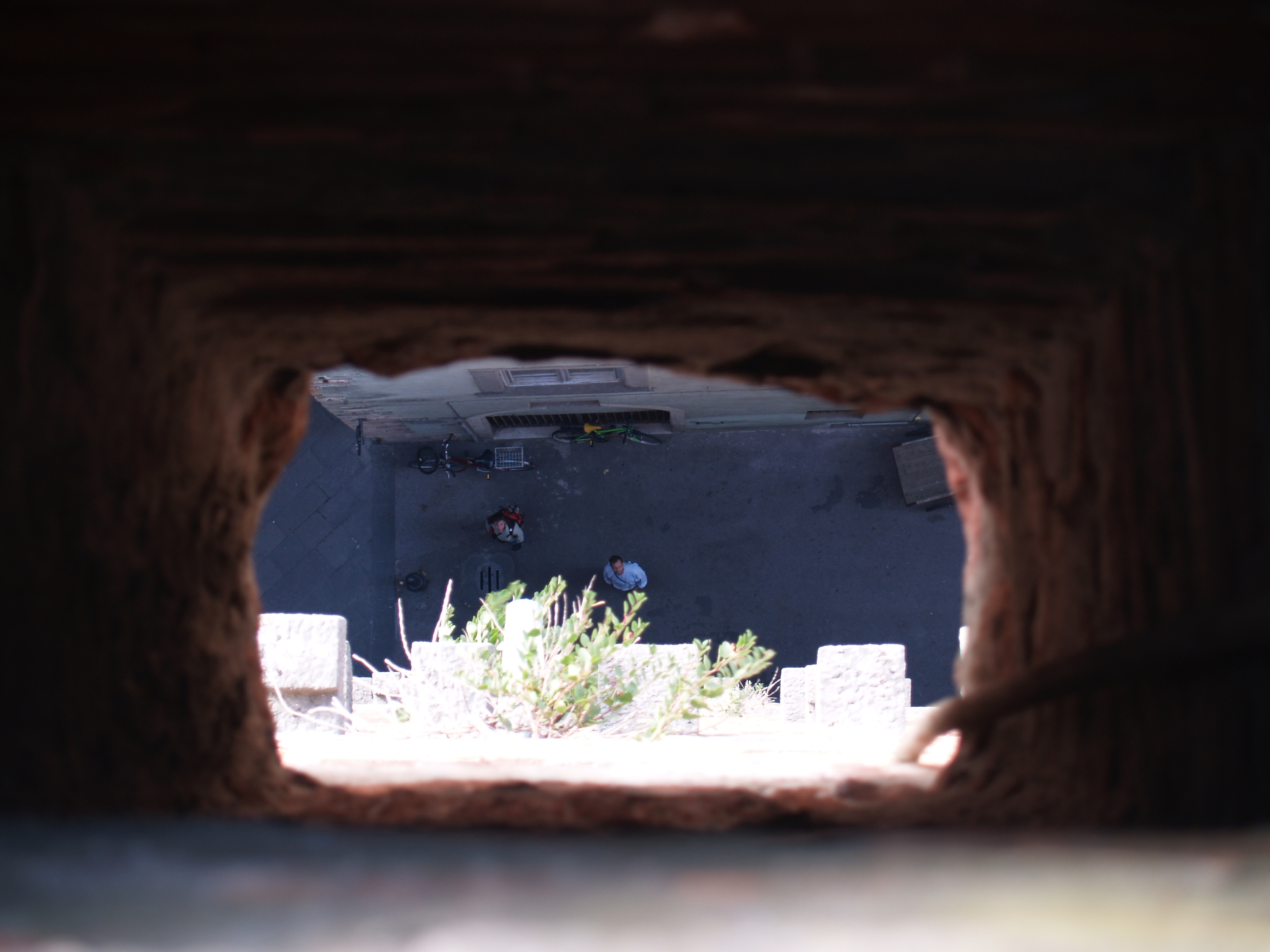
Sicht durch einen Maschikuli am Guinigi-Turm in Lucca (Italien)
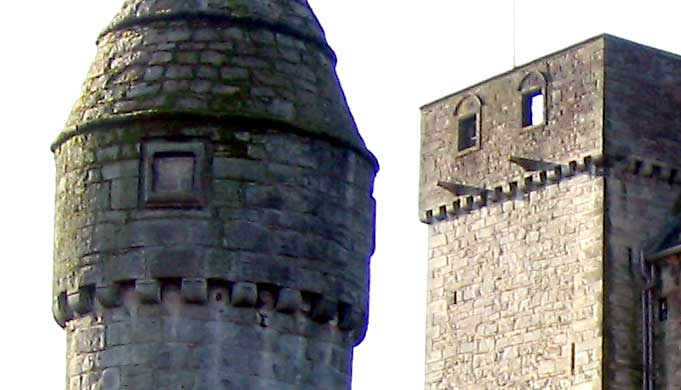
Dekorative Maschikulis am Newark Castle (Schottland)